# Karla Osuna
Karla Osuna Pérez (* 7. Mai 1991 in Caracas) ist ein venezolanisches Fotomodel.

## Leben
Karla Osuna besuchte das Colegio Santa Cecilia inn Caracas und nahm anschließend ein Studium der „Comunicación Social“ (entspricht etwa der Medienkommunikation) an der Universidad Católica Santa Rosa auf. Mit 17 begann sie als Model zu arbeiten, Fotosessions führte Karla Osuna im Jahre 2008 unter anderem mit Karla López und María Laura Mederos zusammen. Für die Fernsehunterhaltungsshow En pelotas auf Canal Plus trat sie als Außenreporterin in Erscheinung.
Karla Osunas Leben nahm eine dramatische Wendung, als sie in Begleitung von zwei älteren Männern, darunter ihr Lebensgefährte Emiliano Zapata, am 21. September 2012 von einer Spezialeinheit der venezolanischen Polizei in der Küstenstadt Higuerote wegen Drogenhandels verhaftet wurde. In einem der von den drei Personen benutzten Fahrzeugen wurden 201 Kilogramm Kokain gefunden.
Während ihrem Freund und dem gleichfalls verhafteten Eddy Blanco am 19. November 2012 mittels Bestechung eines Nationalgardisten die Flucht aus dem Untersuchungsgefängnis gelang, überstellte man Karla Osuna, die am 21. November 2012 wegen Beihilfe zum Drogenhandel angeklagt wurde, in ein Frauengefängnis in Coro. Einem Antrag auf Haftentlassung wurde nicht stattgegeben, der oberste Gerichtshof des Landes bestätigte am 6. August 2013 ihre fortzusetzende Inhaftierung. Zum Jahresbeginn 2015 wurde Osuna auf Bewährung freigelassen.
Karlas Schwester Geraldine Osuna (* 18. März 1989) arbeitet gleichfalls als Model.